# NGC 1500
NGC 1500 (również PGC 14187) – galaktyka eliptyczna (E-S0), znajdująca się w gwiazdozbiorze Złotej Ryby. Została odkryta 24 grudnia 1837 roku przez Johna Herschela.